# Splendrillia jacula
Splendrillia jacula é uma espécie de gastrópode do gênero Splendrillia, pertencente a família Drilliidae.